# Костів-Сарамага Наталія Теодорівна
Ната́лія Теодо́рівна Ко́стів-Сарама́га (30 березня 1905, Чортків — 31 березня 1985, Гемтремк, Детройт, США) — українська акторка та співачка (сопрано). Донька Марії Костів-Коссаківни і Василя Верховинця.

## Життєпис
Наталія Сарамага народилася 30 березня 1905 у Чорткові. Походила з театральної родини — дочка Марії Костів-Коссаківни і Василя Верховинця, племінниця Антоніни Дякової, Василя і Михайла Коссаків та Катерини Рубчакової. Дружина Богдана Сарамаґи.
Як акторка та співачка працювала в театрі імені Івана Тобілевича (Станиславів), в театрі свого чоловіка Б. Сарамаґи, у трупі під орудою Й. Стадника, в Союзі Артистів «Просвіти», в Тернопільському театрі ім. І. Франка (1939—1944).
На запрошення Йосипа Стадника разом з чоловіком працювала у Львові. Коли Стадник виїхав до Кам'янця Подільського, на початку 1920-х років Богдан Сармага переїхав з дружиною зі Львова до рідного Тернополя і створив свій власний ансамбль, що став мандрівним. Наталія завжди була атракцією його театру.
1944 емігрувала з чоловіком спочатку до Кракова, потім до Німеччини, згодом (1950) до США.
Померла 31 березня 1985 в місті Гемтремк (анклав Детройта). Похована на цвинтарі Маунт Олівет у Детройті.

## Ролі
Зіграла головні ролі у:
- «Наталка Полтавка» І. Котляревського
- «Ой не ходи, Грицю…» М. Старицького
- «Маріца» І. Кальмана
- «Сільва» І. Кальмана
- «Катерина» М. Аркаса[6]

Також грала у виставах:
- «Галька» — Монюшка
- «Циганський барон» Штрауса
- «Циганське кохання» Легара
- «Гріхи молодості» Арнольда Баха (роль Мілі).[7]

Виступала як солістка на різних концертах і академіях.